# اللامساواة الجندرية في الهند
اللامساواة الجندرية في الهند، هو مصطلح يشير إلى اللامساواة بين الرجال والنساء فيما يتعلق بالصحة والتعليم وعلى الصعيدين الاقتصادي والسياسي في الهند. فيختلف تصنيف الهند بحسب مؤشرات اللامساواة الجندرية الدولية وفقًا لتلك العوامل وبالاستناد إلى أساس تجميعي، لذا تُعتبر هذه المؤشرات مثيرة للجدل. 
فنراها تترك اللامساواة الجندرية وأسبابها الاجتماعية أثرًا على نسبة الجنس، وصحة المرأة خلال حياتها، ومستوى تحصيلها العلمي، وظروفها الاقتصادية. فتُعتبر اللامساواة الجندرية في الهند مسألةً متعددة الأوجه، وذات أهمية بالنسبة للرجال والنساء. فالبعض يزعم أن مؤشرات المساواة تضع الرجال في موقف غير مؤاتٍ، ولكن أوضحت الدراسات السكانية التي أُجريت على الهند ككل أن النساء أيضًا يتعرضن لظروف غير مؤاتية على العديد من الأصعدة الهامة. فتستمر المواقف التمييزية في الهند إزاء كلا الجنسين منذ عدة أجيال، وما زالت ذات تأثير على حياة الرجال والنساء. فنرى الدستور يمنح الهندي حقوقًا متساويةً للرجال والنساء، ولكن ما تزال التفاوتات الجندرية قائمةً على الرغم من ذلك.
تشير الأبحاث إلى أن أغلب حالات التمييز الجندري تصب في مصلحة الرجال على العديد من الأصعدة، لا سيما في مكان العمل. يترك التمييز أثره على العديد من الجوانب في حياة المرأة، بدءًا بالتطوير والتقدم الوظيفي وانتهاءً باضطرابات الصحة النفسية. تعطي القوانين الهندية المتعلقة بالاغتصاب والمهر والخيانة الزوجية الأولوية لسلامة المرأة، ولكن ما تزال هذه الممارسات التمييزية الفادحة مستمرةً بمعدل ينذر بالخطر، ومؤثرةً على حياة الكثيرين في يومنا هذا. 
أشار تعداد الهند لعام 2011 إلى انخفاض في نسبة الجنس لدى الأطفال (الذين تتراوح أعمارهم بين 0-6 سنوات)، إذ بلغت نسبة الإناث إلى الذكور 914 مقابل 1000، لتشهد الهند انخفاضًا مقارنةً بنسبة الإناث في عام 2001 التي وصلت إلى 927، ولتعتبر هذه النسبة الأدنى في البلاد منذ استقلال الهند.
يلبّي المجتمع الطبي في الهند رغبة العائلات الثرية المتمثلة بإنجاب طفل ذكر، وذلك من خلال تقديم خدمة غير قانونية لتحديد جنس الجنين وإجراء إجهاض انتقائي بسبب الجنس. فيبدو أن الحافز المالي يدفع الأطباء لإجراء هذه الممارسات غير القانونية دون الاكتراث إلى العقوبات المرتبطة بخرق القانون. 

## الولادة
أسفر البناء الثقافي للمجتمع الهندي عن استمرار التفضيل الواضح للأطفال الذكور على الإناث، إذ يعزز هذا البناء الثقافي التحيز الجندري ضد النساء والرجال بدرجات متفاوتة وفق سياقات متغيرة. ينتشر كل من قتل الرضيعات والإجهاض الانتقائي بسبب الجنس في الهند، الأمر الذي يعكس الوضع الاجتماعي المتدني للنساء الهنديات بشكل واضح. يظهر تعداد عام 2011 انخفاض عدد الفتيات اللواتي لا يتجاوزن السابعة من عمرهن (نسبتهن المئوية من إجمالي السكان)، إذ يخمن الناشطون أن عدد الأجنة الإناث اللاتي جرى إجهاضهن قد وصل إلى ثمانية ملايين في العقد الماضي. يبين تعداد عام 2005 أن أرقام وفيات الرضيعات والرضيعين هي 61 و56 على التوالي من أصل 1000 ولادة حيّة، ليتبين أن احتمالية إجهاض الإناث أعلى نتيجةً للمواقف المتحيزة والقوالب الثقافية النمطية وانعدام الأمن وما إلى ذلك. 

## من الطفولة إلى البلوغ إلى جانب التعليم
لا تتلقى النساء الهنديات تعليمها على قدم المساواة مع الرجال. تشهد معدلات محو الأمية ارتفاعًا في البلاد، لكن ما تزال معدلات محو الأمية لدى الإناث متخلفة عن معدلات الذكور. 
وصل معدل محو الأمية لدى الإناث إلى 65.46% مقابل 82.14% لدى الذكور. تتجسد أحد العوامل الأساسية لمعدلات محو الأمية المنخفضة لدى الإناث في تصورات الآباء المتمثلة بأن تعليم الفتيات مضيعة للموارد، لأنهم يعتقدون أن بناتهن سيقضين حياتهن مع أسر أزواجهن في نهاية المطاف. وبالتالي، ينتشر اعتقاد راسخ بأن الفتيات لن يستفدن بشكل مباشر من الاستثمار في التعليم، بسبب واجباتهن التقليدية ودورهن المتمثل بربات المنازل. 

## مرحلة البلوغ وما بعدها
ساهم التمييز ضد المرأة في خلق تفاوت جندري في الأجور، إذ يبلغ متوسط دخل النساء 64% من متوسط دخل نظرائهن من الذكور الذين يشغلون الوظيفة ذاتها ويمتلكون نفس المؤهلات.
أسفر هذا الوضع القائم عن افتقار النساء إلى الاستقلالية والسلطة، إذ تمتلك المرأة حقوقًا متساويةً مع الرجال من الناحية النظرية دون أن تُطبق هذه المساواة كما يجب عمليًا. لا تُعطى المرأة حقها في حيازة الأراضي والممتلكات كما يجب من الناحية العملية، فضلًا عن ممارسة القوانين العرفية على نطاق واسع في المناطق الريفية.

## اللامساواة الاقتصادية

### المشاركة في القوى العاملة والأجور
بلغ معدل مشاركة المرأة في القوى العاملة 80.7 في عام 2013. كتبت نانسي لوكوود من جمعية إدارة الموارد البشرية –أكبر جمعية لإدارة الموارد البشرية في العالم متضمنةً 140 دولة عضوًا فيها- تقريرًا في عام 2009، ذكرت فيه أن معدل مشاركة النساء في القوى العاملة منخفض مقارنةً بالرجال لكنه في ارتفاع متسارع منذ تسعينيات القرن الماضي. تضيف لوكوود أن عدد النساء العاملات قد وصل إلى 124 مليون امرأة من بين 397 مليون عامل في الهند في عام 2001. 
تعمل أكثر من 50% من القوى العاملة الهندية في مجال الزراعة. يعمل أغلب الرجال الريفيين بصفتهم مزارعين، بينما تعمل غالبية النساء في تربية المواشي وإنتاج الألبان والبيض. أشارت لوكوود إلى أن نسبة النساء الريفيات اللاتي يعملن في مجال الزراعة قد وصلت إلى 78%، مقارنةً بنسبة الرجال التي بلغت 63%. وصلت نسبة النساء المزارعات إلى 37%، لكن يتركز عملهن على الأمور المتعلقة بالري وإزالة الأعشاب الضارة والتذرية والتطعيم والحصاد. أنجزت نساء الهند نحو 70% من الأعمال الزراعية في عام 2004. تبلغ نسبة مشاركة المرأة في القوى العاملة في مزارع الشاي في الهند نحو 41%، بينما تصل إلى 46% في زراعة القطن، و45% في زراعة البذور الزيتية، و39% في البستنة. 
يوجد تفاوت في الأجور بين الرجال والنساء في الهند. شهدت الهند أكبر فجوة في الأجور في مجال عمليات الحراثة اليدوية في عام 2009، إذ تقاضى الرجال مبلغًا قدره 103 روبية هندية في اليوم، بينما تقاضت النساء 55 روبيةً هندية فقط، لتكون نسبة التفاوت في الأجور 1.87. بلغت نسبة التفاوت في الأجور 1.38 في مجال عمليات البذار، بينما وصلت إلى 1.18 في عمليات إزالة الأعشاب الضارة. أما فيما يتعلق بالعمليات الزراعية الأخرى كالتذرية ودراسة الحنطة والتطعيم مثلًا، فتراوحت نسبة التفاوت في الأجور بين الرجال والنساء بين 1.16 و1.28. تبين أن أجور النساء والرجال لعام 2009 متساوية إحصائيًا في جميع ولايات الهند في مجال عمليات الجرف الزراعي.